# طواف لوكسمبورغ 2023
طواف لوكسمبورغ 2023 (بالفرنسية: Tour de Luxembourg 2023) هو سباق دراجات هوائية من فئة  2.HC، وهو الموسم الثالث والثمانين من طواف لوكسمبورغ، وأقيم خلال الفترة من 20 سبتمبر 2023، وحتى 24 سبتمبر 2023 ضمن سباقات سلسلة سباقات الاتحاد الدولي للدراجات للمحترفين 2023.
فاز بالمركز الأول وفي ترتيب النقاط للشباب مارك هيرشي، وفاز بالمركز الثاني براندون ماكنولتي، وفاز بالمركز الثالث Ben Healy (cyclist) ‏، وفاز في تصنيف الجبال Mats Wenzel ‏، وفاز في ترتيب النقاط سورين كراغ أندرسن، وفاز في ترتيب الفرق فريق الإمارات 2023 ‏.

## الفرق
| فرق عالمية (12)- AG2R Citroën Team - Alpecin-Deceuninck - Bora-Hansgrohe - Cofidis - EF Education-EasyPost - Groupama-FDJ - Jumbo-Visma - Lidl-Trek - Movistar Team - Soudal Quick-Step - Arkéa-Samsic - UAE Team Emirates فرق برو (6)- بنجوال باوليز ساوكس دبليو بي ‏ - Israel-Premier Tech - Lotto Dstny - سبورت فلاندرين بالويس ‏ - سويس ريسينغ أكادمي 2023 ‏ - أونو اكس برو سايكلنج تيم 2023 ‏ فرق قارية (2)- Global 6 United ‏ - Leopard TOGT Pro Cycling ‏ |  |
| |  |

## المراحل
| قائمة المراحل | قائمة المراحل | قائمة المراحل                     | قائمة المراحل         | قائمة المراحل | قائمة المراحل | قائمة المراحل         | قائمة المراحل        |
| المرحلة       | التاريخ       | الدورة                            |                       | المسافة (كم)  | الارتفاع      | الفائز بالمرحلة       | القائد العام         |
| ------------- | ------------- | --------------------------------- | --------------------- | ------------- | ------------- | --------------------- | -------------------- |
| المرحلة 1     | 20 سبتمبر     | مدينة لوكسمبورغ – مدينة لوكسمبورغ | مرحلة مستوية          | 156٫4         | 2٬409 م       | كوربين سترونغ         | كوربين سترونغ        |
| المرحلة 2     | 21 سبتمبر     | Mondorf-les-Bains ‏ – مامر         | مرحلة مستوية          | 183٫9         | 2٬670 م       | جينثي بيرمانز ‏        | سورين كراغ أندرسن    |
| المرحلة 3     | 22 سبتمبر     | Mertert ‏ – Vianden ‏               | مرحلة التلال          | 168٫4         | 3٬314 م       | Ben Healy (cyclist) ‏  | Ben Healy (cyclist) ‏ |
| المرحلة 4     | 23 سبتمبر     | Pétange ‏ – Pétange ‏               | مرحلة سباق الزمن فردي | 23٫9          | 237 م         | فكتور كامبنارتس       | مارك هيرشي           |
| المرحلة 5     | 24 سبتمبر     | Mersch ‏ – مدينة لوكسمبورغ         | مرحلة مستوية          | 177٫2         | 3٬030 م       | توبياس هالاند يوهانسن | مارك هيرشي           |

## النتيجة

### مرحلة 1
هي مرحلة مستوية، أقيمت في 20 سبتمبر 2023، وامتدّت لمسافة 156.4 كيلومتر. فاز بالمركز الأول، وتصدر ترتيب النقاط وترتيب النقاط للشباب والترتيب العام في نهاية المرحلة كوربين سترونغ، وتصدر ترتيب التسلق Mats Wenzel ‏، وتصدر ترتيب الفرق 2023 Soudal-Quick Step ‏.
| التصنيف العام         | التصنيف العام     | التصنيف العام       | التصنيف العام | التصنيف العام |
| العداء                | العداء            | الفريق              | الوقت         |               |
| --------------------- | ----------------- | ------------------- | ------------- | ------------- |
| 1                     | كوربين سترونغ     | Israel-Premier Tech | 3 س 50 د 51 ث |               |
| 2                     | سورين كراغ أندرسن | Alpecin-Deceuninck  | + 4 ث         |               |
| 3                     | اليكس ارانبورو    | موفيستار            | + 6 ث         |               |
| 4                     | دييغو يليسي       | فريق الإمارات       | + 10 ث        |               |
| 5                     | تيسج بنوت         | Jumbo-Visma         | + 10 ث        |               |
| 6                     | ريك بلومرز ‏       | سويس ريسينغ أكادمي ‏ | + 10 ث        |               |
| 7                     | جوليو سيكوني      | Lidl-Trek           | + 10 ث        |               |
| 8                     | اليكس كيرش        | Lidl-Trek           | + 10 ث        |               |
| 9                     | فوستو ماسنادا     | Soudal Quick-Step   | + 10 ث        |               |
| 10                    | Ilan Van Wilder ‏  | Soudal Quick-Step   | + 10 ث        |               |
|                       |                   |                     |               |               |
| مصدر: ProCyclingStats |                   |                     |               |               |

### مرحلة 2
هي مرحلة مستوية، أقيمت في 21 سبتمبر 2023، وامتدّت لمسافة 183.9 كيلومتر. فاز بالمركز الأول جينثي بيرمانز ‏، وتصدر ترتيب النقاط للشباب كوربين سترونغ، وتصدر ترتيب التسلق Mats Wenzel ‏، وتصدر ترتيب الفرق 2023 Soudal-Quick Step ‏، وتصدر الترتيب العام في نهاية المرحلة وترتيب النقاط سورين كراغ أندرسن.
| التصنيف العام         | التصنيف العام     | التصنيف العام       | التصنيف العام | التصنيف العام |
| العداء                | العداء            | الفريق              | الوقت         |               |
| --------------------- | ----------------- | ------------------- | ------------- | ------------- |
| 1                     | سورين كراغ أندرسن | Alpecin-Deceuninck  | 8 س 21 د 59 ث |               |
| 2                     | كوربين سترونغ     | Israel-Premier Tech | + 2 ث         |               |
| 3                     | اليكس ارانبورو    | موفيستار            | + 8 ث         |               |
| 4                     | كوينتن هيرمانز    | Alpecin-Deceuninck  | + 9 ث         |               |
| 5                     | اليكس كيرش        | Lidl-Trek           | + 11 ث        |               |
| 6                     | Andrea Bagioli ‏   | Soudal Quick-Step   | + 12 ث        |               |
| 7                     | ريك بلومرز ‏       | سويس ريسينغ أكادمي ‏ | + 12 ث        |               |
| 8                     | جوليو سيكوني      | Lidl-Trek           | + 12 ث        |               |
| 9                     | Maxim Van Gils ‏   | Lotto Dstny         | + 12 ث        |               |
| 10                    | Ilan Van Wilder ‏  | Soudal Quick-Step   | + 12 ث        |               |
|                       |                   |                     |               |               |
| مصدر: ProCyclingStats |                   |                     |               |               |

### مرحلة 3
هي مرحلة جبلية، أقيمت في 22 سبتمبر 2023، وامتدّت لمسافة 168.4 كيلومتر. فاز بالمركز الأول، وتصدر ترتيب النقاط للشباب والترتيب العام في نهاية المرحلة Ben Healy (cyclist) ‏، وتصدر ترتيب النقاط سورين كراغ أندرسن، وتصدر ترتيب التسلق Mats Wenzel ‏، وتصدر ترتيب الفرق فريق الإمارات 2023 ‏.
| التصنيف العام         | التصنيف العام        | التصنيف العام         | التصنيف العام  | التصنيف العام |
| العداء                | العداء               | الفريق                | الوقت          |               |
| --------------------- | -------------------- | --------------------- | -------------- | ------------- |
| 1                     | Ben Healy (cyclist) ‏ | EF Education-EasyPost | 12 س 38 د 34 ث |               |
| 2                     | مارك هيرشي           | فريق الإمارات         | + 19 ث         |               |
| 3                     | ديلان تيونز          | Israel-Premier Tech   | + 24 ث         |               |
| 4                     | سورين كراغ أندرسن    | Alpecin-Deceuninck    | + 43 ث         |               |
| 5                     | Maxim Van Gils ‏      | Lotto Dstny           | + 47 ث         |               |
| 6                     | براندون ماكنولتي     | فريق الإمارات         | + 47 ث         |               |
| 7                     | Matteo Jorgenson ‏    | موفيستار              | + 47 ث         |               |
| 8                     | Ilan Van Wilder ‏     | Soudal Quick-Step     | + 55 ث         |               |
| 9                     | ريتشارد كاراباز      | EF Education-EasyPost | + 55 ث         |               |
| 10                    | تيسج بنوت            | Jumbo-Visma           | + 55 ث         |               |
|                       |                      |                       |                |               |
| مصدر: ProCyclingStats |                      |                       |                |               |

### مرحلة 4
هي مرحلة من نوع سباق زمن فردي، أقيمت في 23 سبتمبر 2023، وامتدّت لمسافة 23.9 كيلومتر. فاز بالمركز الأول فكتور كامبنارتس، وتصدر ترتيب التسلق Mats Wenzel ‏، وتصدر ترتيب النقاط سورين كراغ أندرسن، وتصدر ترتيب الفرق فريق الإمارات 2023 ‏، وتصدر الترتيب العام في نهاية المرحلة وترتيب النقاط للشباب مارك هيرشي.
| التصنيف العام         | التصنيف العام        | التصنيف العام         | التصنيف العام  | التصنيف العام |
| العداء                | العداء               | الفريق                | الوقت          |               |
| --------------------- | -------------------- | --------------------- | -------------- | ------------- |
| 1                     | مارك هيرشي           | فريق الإمارات         | 13 س 07 د 26 ث |               |
| 2                     | براندون ماكنولتي     | فريق الإمارات         | + 2 ث          |               |
| 3                     | Ben Healy (cyclist) ‏ | EF Education-EasyPost | + 3 ث          |               |
| 4                     | دييغو يليسي          | فريق الإمارات         | + 33 ث         |               |
| 5                     | Ilan Van Wilder ‏     | Soudal Quick-Step     | + 33 ث         |               |
| 6                     | فيليكس جروس شارتنر   | فريق الإمارات         | + 37 ث         |               |
| 7                     | Koen Bouwman ‏        | Jumbo-Visma           | + 39 ث         |               |
| 8                     | بين أوكونور          | AG2R Citroën Team     | + 42 ث         |               |
| 9                     | سورين كراغ أندرسن    | Alpecin-Deceuninck    | + 45 ث         |               |
| 10                    | Arthur Kluckers ‏     | سويس ريسينغ أكادمي ‏   | + 56 ث         |               |
|                       |                      |                       |                |               |
| مصدر: ProCyclingStats |                      |                       |                |               |

### مرحلة 5
هي مرحلة مستوية، أقيمت في 24 سبتمبر 2023، وامتدّت لمسافة 177.2 كيلومتر. فاز بالمركز الأول توبياس هالاند يوهانسن، وتصدر ترتيب التسلق Mats Wenzel ‏، وتصدر ترتيب النقاط سورين كراغ أندرسن، وتصدر ترتيب الفرق فريق الإمارات 2023 ‏، وتصدر الترتيب العام في نهاية المرحلة وترتيب النقاط للشباب مارك هيرشي.

## المشاركون
| Lidl-Trek LTK             | Lidl-Trek LTK                 | Lidl-Trek LTK    |
| ------------------------- | ----------------------------- | ---------------- |
| م                         | عداء                          | مرتبة            |
| 1                         | داريو كاتالدو                 | لم يكمل السباق-5 |
| 2                         | توني قالوبا                   | لم يكمل السباق-3 |
| 3                         | Asbjørn Hellemose ‏            | 42               |
| 4                         | اليكس كيرش (طريق و زمني فردي) | 65               |
| 5                         | جوليو سيكوني                  | 22               |
| 6                         | Natnael Tesfatsion ‏           | 41               |
| مدير الرياضة: كيم أندرسون |                               |                  |

| AG2R Citroën Team ACT                          | AG2R Citroën Team ACT   | AG2R Citroën Team ACT |
| ---------------------------------------------- | ----------------------- | --------------------- |
| م                                              | عداء                    | مرتبة                 |
| 11                                             | Franck Bonnamour ‏       | 25                    |
| 12                                             | فيليكس غال              | 23                    |
| 13                                             | بين أوكونور             | 9                     |
| 14                                             | Aurélien Paret-Peintre ‏ | 33                    |
| 15                                             | Nans Peters ‏            | 57                    |
| 16                                             | Bastien Tronchon ‏       | 35                    |
| مدير الرياضة: أرتوراس كاسبوتيس, Didier Jannel ‏ |                         |                       |

| Alpecin-Deceuninck ADC        | Alpecin-Deceuninck ADC | Alpecin-Deceuninck ADC |
| ----------------------------- | ---------------------- | ---------------------- |
| م                             | عداء                   | مرتبة                  |
| 21                            | كوينتن هيرمانز         | 55                     |
| 22                            | سورين كراغ أندرسن      | 6                      |
| 23                            | Axel Laurance ‏         | 43                     |
| 24                            | شاندرو ميوريس          | 51                     |
| 25                            | Fabio Van den Bossche ‏ | 89                     |
| 26                            | Luca Vergallito ‏       | 37                     |
| مدير الرياضة: Rik Van Slycke ‏ |                        |                        |

| Bora-Hansgrohe BOH        | Bora-Hansgrohe BOH       | Bora-Hansgrohe BOH |
| ------------------------- | ------------------------ | ------------------ |
| م                         | عداء                     | مرتبة              |
| 31                        | باتريك غامبر (زمني فردي) | 79                 |
| 32                        | ماركو هالر               | 76                 |
| 33                        | بوب جونهيلس              | 34                 |
| 34                        | Jordi Meeus ‏             | 92                 |
| 35                        | Nils Politt ‏ (زمني فردي) | لم يكمل السباق-3   |
| 36                        | Frederik Wandahl ‏        | 61                 |
| مدير الرياضة: Jens Zemke ‏ |                          |                    |

| Cofidis COF                                   | Cofidis COF              | Cofidis COF      |
| --------------------------------------------- | ------------------------ | ---------------- |
| م                                             | عداء                     | مرتبة            |
| 41                                            | Alexandre Delettre ‏      | 59               |
| 42                                            | Oliver Knight (cyclist) ‏ | 45               |
| 43                                            | جون ازقيراي              | 40               |
| 44                                            | Jonathan Lastra ‏         | لم يكمل السباق-2 |
| 45                                            | أنتوني بيريز             | 44               |
| 46                                            | Jelle Wallays ‏           | لم يكمل السباق-5 |
| مدير الرياضة: بنجامين جيرو, Thierry Marichal ‏ |                          |                  |

| EF Education-EasyPost EFE                | EF Education-EasyPost EFE   | EF Education-EasyPost EFE |
| ---------------------------------------- | --------------------------- | ------------------------- |
| م                                        | عداء                        | مرتبة                     |
| 51                                       | أندريه أمادور               | لم يكمل السباق-5          |
| 52                                       | ريتشارد كاراباز (طريق)      | 24                        |
| 53                                       | Ben Healy (cyclist) ‏ (طريق) | 3                         |
| 54                                       | ينس كوكلاير                 | 88                        |
| 55                                       | ماغنوس كورت نيلسن           | 91                        |
| 56                                       | Jonas Rutsch ‏               | 62                        |
| مدير الرياضة: Tom Southam ‏, أندرياس كلير |                             |                           |

| Groupama-FDJ GFC               | Groupama-FDJ GFC      | Groupama-FDJ GFC |
| ------------------------------ | --------------------- | ---------------- |
| م                              | عداء                  | مرتبة            |
| 61                             | ديفيد جودو            | لم يكمل السباق-1 |
| 62                             | Kevin Geniets ‏        | 38               |
| 63                             | ماثيو لاداجنوس        | 90               |
| 64                             | فالنتين مادواس (طريق) | 21               |
| 65                             | تيبو بينو             | لم يكمل السباق-1 |
| 66                             | Laurence Pithie ‏      | 75               |
| مدير الرياضة: Thierry Bricaud ‏ |                       |                  |

| Jumbo-Visma TJV                        | Jumbo-Visma TJV | Jumbo-Visma TJV |
| -------------------------------------- | --------------- | --------------- |
| م                                      | عداء            | مرتبة           |
| 71                                     | تيسج بنوت       | 20              |
| 72                                     | Koen Bouwman ‏   | 8               |
| 73                                     | آرشي ريان ‏      | 29              |
| 74                                     | ستيفن كرويسفيك  | 49              |
| 75                                     | سام أومن        | 26              |
| 76                                     | Tim van Dijke ‏  | لم يبدأ-4       |
| مدير الرياضة: مارتن ينانتس, Jan Boven ‏ |                 |                 |

| Movistar Team MOV                        | Movistar Team MOV     | Movistar Team MOV |
| ---------------------------------------- | --------------------- | ----------------- |
| م                                        | عداء                  | مرتبة             |
| 81                                       | اليكس ارانبورو        | 19                |
| 82                                       | ويل بارتا             | 48                |
| 83                                       | Juri Hollmann ‏        | 82                |
| 84                                       | Matteo Jorgenson ‏     | 12                |
| 85                                       | غريغور مولبرغر (طريق) | 60                |
| 86                                       | خوسيه خواكين روخاس    | 70                |
| مدير الرياضة: باتكسي فيلا, إيفان فيلاسكو |                       |                   |

| Soudal Quick-Step SOQ       | Soudal Quick-Step SOQ | Soudal Quick-Step SOQ |
| --------------------------- | --------------------- | --------------------- |
| م                           | عداء                  | مرتبة                 |
| 91                          | جوليان ألافيليب       | 39                    |
| 92                          | Andrea Bagioli ‏       | 52                    |
| 93                          | درايس ديفينينز        | 80                    |
| 94                          | فوستو ماسنادا         | 18                    |
| 95                          | Ilan Van Wilder ‏      | 4                     |
| 96                          | Mauri Vansevenant ‏    | 28                    |
| مدير الرياضة: ويلفريد بيترز |                       |                       |

| Arkéa-Samsic ARK            | Arkéa-Samsic ARK    | Arkéa-Samsic ARK |
| --------------------------- | ------------------- | ---------------- |
| م                           | عداء                | مرتبة            |
| 101                         | جينثي بيرمانز ‏      | 68               |
| 102                         | Ewen Costiou ‏       | 16               |
| 103                         | Florian Dauphin ‏    | 93               |
| 104                         | أنتوني ديلابلاسي    | 53               |
| 105                         | Baptiste Gillet ‏    | 66               |
| 106                         | Thibault Guernalec ‏ | 27               |
| مدير الرياضة: Roger Tréhin ‏ |                     |                  |

| UAE Team Emirates UAD                      | UAE Team Emirates UAD        | UAE Team Emirates UAD |
| ------------------------------------------ | ---------------------------- | --------------------- |
| م                                          | عداء                         | مرتبة                 |
| 111                                        | Jan Christen ‏                | 56                    |
| 112                                        | فيليكس جروس شارتنر           | 7                     |
| 113                                        | مارك هيرشي (طريق)            | 1                     |
| 114                                        | براندون ماكنولتي (زمني فردي) | 2                     |
| 115                                        | دييغو يليسي                  | 5                     |
| 116                                        | مايكل فينك ‏                  | 83                    |
| مدير الرياضة: فابريزيو غيدي, ماركو ماركاتو |                              |                       |

| بنجوال باوليز ساوكس دبليو بي ‏ BWB  | بنجوال باوليز ساوكس دبليو بي ‏ BWB | بنجوال باوليز ساوكس دبليو بي ‏ BWB |
| ---------------------------------- | --------------------------------- | --------------------------------- |
| م                                  | عداء                              | مرتبة                             |
| 121                                | ألكسيس غيران                      | 36                                |
| 122                                | Johan Meens ‏                      | 87                                |
| 123                                | Rémy Mertz ‏                       | 54                                |
| 124                                | Lennert Teugels ‏                  | 72                                |
| 125                                | Luca Van Boven ‏                   | 73                                |
| 126                                | Kenneth Van Rooy ‏                 | 95                                |
| مدير الرياضة: Sébastien Demarbaix ‏ |                                   |                                   |

| Israel-Premier Tech IPT                    | Israel-Premier Tech IPT | Israel-Premier Tech IPT |
| ------------------------------------------ | ----------------------- | ----------------------- |
| م                                          | عداء                    | مرتبة                   |
| 131                                        | جاكوب فوجلسانج          | لم يكمل السباق-1        |
| 132                                        | هوغو هول                | 30                      |
| 133                                        | كريستس نيولاندز         | 69                      |
| 134                                        | كوربين سترونغ           | 58                      |
| 135                                        | ديلان تيونز             | 13                      |
| 136                                        | مايكل وودز              | 32                      |
| مدير الرياضة: Óscar Guerrero ‏, ريك فيربروغ |                         |                         |

| Lotto Dstny LTD                                | Lotto Dstny LTD     | Lotto Dstny LTD |
| ---------------------------------------------- | ------------------- | --------------- |
| م                                              | عداء                | مرتبة           |
| 141                                            | فكتور كامبنارتس     | 47              |
| 142                                            | Pascal Eenkhoorn ‏   | لم يبدأ-5       |
| 143                                            | Mathijs Paasschens ‏ | 63              |
| 144                                            | Maxim Van Gils ‏     | 10              |
| 145                                            | برنت فان موير       | 15              |
| 146                                            | Harm Vanhoucke ‏     | 85              |
| مدير الرياضة: ماكسيم مونفورت, Stéphane Heulot ‏ |                     |                 |

| سبورت فلاندرين بالويس ‏ TFB                    | سبورت فلاندرين بالويس ‏ TFB | سبورت فلاندرين بالويس ‏ TFB |
| --------------------------------------------- | -------------------------- | -------------------------- |
| م                                             | عداء                       | مرتبة                      |
| 151                                           | Jenno Berckmoes ‏           | لم يبدأ-2                  |
| 152                                           | Kamiel Bonneu ‏             | لم يكمل السباق-2           |
| 153                                           | Vito Braet ‏                | 81                         |
| 154                                           | Sander De Pestel ‏          | 84                         |
| 155                                           | غيليس دي وايلد ‏            | 96                         |
| 156                                           | Elias Maris ‏               | لم يكمل السباق-3           |
| مدير الرياضة: Andy Missotten‏, والتر بلانكايرت |                            |                            |

| سويس ريسينغ أكادمي ‏ TUD                               | سويس ريسينغ أكادمي ‏ TUD | سويس ريسينغ أكادمي ‏ TUD |
| ----------------------------------------------------- | ----------------------- | ----------------------- |
| م                                                     | عداء                    | مرتبة                   |
| 161                                                   | لوكاس أريكسون (طريق)    | 64                      |
| 162                                                   | جاكوب أريكسون ‏          | 86                      |
| 163                                                   | ألكسندر كامب            | 71                      |
| 164                                                   | Arthur Kluckers ‏        | 11                      |
| 165                                                   | ريك بلومرز ‏             | 74                      |
| 166                                                   | Luc Wirtgen ‏            | لم يكمل السباق-2        |
| مدير الرياضة: Morgan Lamoisson ‏, Sylvain Blanquefort ‏ |                         |                         |

| أونو-إكس موبيليتي ‏ UXT     | أونو-إكس موبيليتي ‏ UXT      | أونو-إكس موبيليتي ‏ UXT |
| -------------------------- | --------------------------- | ---------------------- |
| م                          | عداء                        | مرتبة                  |
| 171                        | Anthon Charmig ‏             | 17                     |
| 172                        | Ådne Holter ‏                | 78                     |
| 173                        | Anders Halland Johannessen ‏ | لم يكمل السباق-5       |
| 174                        | توبياس هالاند يوهانسن       | 14                     |
| 175                        | Magnus Kulset ‏              | 77                     |
| 176                        | يوهانس كولسيت ‏              | 46                     |
| مدير الرياضة: يسبر موركوف ‏ |                             |                        |

| Global 6 United ‏ GLC       | Global 6 United ‏ GLC | Global 6 United ‏ GLC |
| -------------------------- | -------------------- | -------------------- |
| م                          | عداء                 | مرتبة                |
| 181                        | Giacomo Ballabio ‏    | 67                   |
| 182                        | Jonas Hjorth ‏        | لم يكمل السباق-3     |
| 183                        | Gabriel Muller ‏      | لم يكمل السباق-5     |
| 184                        | Tom Wirtgen ‏         | لم يكمل السباق-5     |
| مدير الرياضة: James Mitri ‏ |                      |                      |

| Leopard TOGT Pro Cycling ‏ LTP                   | Leopard TOGT Pro Cycling ‏ LTP | Leopard TOGT Pro Cycling ‏ LTP |
| ----------------------------------------------- | ----------------------------- | ----------------------------- |
| م                                               | عداء                          | مرتبة                         |
| 191                                             | ماتياس بريجنهوج ‏              | 31                            |
| 192                                             | Oliver Knudsen ‏               | لم يكمل السباق-1              |
| 193                                             | أندرياس ستوكبرو               | 50                            |
| 194                                             | Cédric Pries ‏                 | 98                            |
| 195                                             | Kasper Viberg Søgaard ‏        | 94                            |
| 196                                             | Mats Wenzel ‏                  | 97                            |
| مدير الرياضة: Sebastian Andersen ‏, Gaëtan Pons ‏ |                               |                               |

| Lidl-Trek LTK             | Lidl-Trek LTK                 | Lidl-Trek LTK    |
| ------------------------- | ----------------------------- | ---------------- |
| م                         | عداء                          | مرتبة            |
| 1                         | داريو كاتالدو                 | لم يكمل السباق-5 |
| 2                         | توني قالوبا                   | لم يكمل السباق-3 |
| 3                         | Asbjørn Hellemose ‏            | 42               |
| 4                         | اليكس كيرش (طريق و زمني فردي) | 65               |
| 5                         | جوليو سيكوني                  | 22               |
| 6                         | Natnael Tesfatsion ‏           | 41               |
| مدير الرياضة: كيم أندرسون |                               |                  |

| AG2R Citroën Team ACT                          | AG2R Citroën Team ACT   | AG2R Citroën Team ACT |
| ---------------------------------------------- | ----------------------- | --------------------- |
| م                                              | عداء                    | مرتبة                 |
| 11                                             | Franck Bonnamour ‏       | 25                    |
| 12                                             | فيليكس غال              | 23                    |
| 13                                             | بين أوكونور             | 9                     |
| 14                                             | Aurélien Paret-Peintre ‏ | 33                    |
| 15                                             | Nans Peters ‏            | 57                    |
| 16                                             | Bastien Tronchon ‏       | 35                    |
| مدير الرياضة: أرتوراس كاسبوتيس, Didier Jannel ‏ |                         |                       |

| Alpecin-Deceuninck ADC        | Alpecin-Deceuninck ADC | Alpecin-Deceuninck ADC |
| ----------------------------- | ---------------------- | ---------------------- |
| م                             | عداء                   | مرتبة                  |
| 21                            | كوينتن هيرمانز         | 55                     |
| 22                            | سورين كراغ أندرسن      | 6                      |
| 23                            | Axel Laurance ‏         | 43                     |
| 24                            | شاندرو ميوريس          | 51                     |
| 25                            | Fabio Van den Bossche ‏ | 89                     |
| 26                            | Luca Vergallito ‏       | 37                     |
| مدير الرياضة: Rik Van Slycke ‏ |                        |                        |

| Bora-Hansgrohe BOH        | Bora-Hansgrohe BOH       | Bora-Hansgrohe BOH |
| ------------------------- | ------------------------ | ------------------ |
| م                         | عداء                     | مرتبة              |
| 31                        | باتريك غامبر (زمني فردي) | 79                 |
| 32                        | ماركو هالر               | 76                 |
| 33                        | بوب جونهيلس              | 34                 |
| 34                        | Jordi Meeus ‏             | 92                 |
| 35                        | Nils Politt ‏ (زمني فردي) | لم يكمل السباق-3   |
| 36                        | Frederik Wandahl ‏        | 61                 |
| مدير الرياضة: Jens Zemke ‏ |                          |                    |

| Cofidis COF                                   | Cofidis COF              | Cofidis COF      |
| --------------------------------------------- | ------------------------ | ---------------- |
| م                                             | عداء                     | مرتبة            |
| 41                                            | Alexandre Delettre ‏      | 59               |
| 42                                            | Oliver Knight (cyclist) ‏ | 45               |
| 43                                            | جون ازقيراي              | 40               |
| 44                                            | Jonathan Lastra ‏         | لم يكمل السباق-2 |
| 45                                            | أنتوني بيريز             | 44               |
| 46                                            | Jelle Wallays ‏           | لم يكمل السباق-5 |
| مدير الرياضة: بنجامين جيرو, Thierry Marichal ‏ |                          |                  |

| EF Education-EasyPost EFE                | EF Education-EasyPost EFE   | EF Education-EasyPost EFE |
| ---------------------------------------- | --------------------------- | ------------------------- |
| م                                        | عداء                        | مرتبة                     |
| 51                                       | أندريه أمادور               | لم يكمل السباق-5          |
| 52                                       | ريتشارد كاراباز (طريق)      | 24                        |
| 53                                       | Ben Healy (cyclist) ‏ (طريق) | 3                         |
| 54                                       | ينس كوكلاير                 | 88                        |
| 55                                       | ماغنوس كورت نيلسن           | 91                        |
| 56                                       | Jonas Rutsch ‏               | 62                        |
| مدير الرياضة: Tom Southam ‏, أندرياس كلير |                             |                           |

| Groupama-FDJ GFC               | Groupama-FDJ GFC      | Groupama-FDJ GFC |
| ------------------------------ | --------------------- | ---------------- |
| م                              | عداء                  | مرتبة            |
| 61                             | ديفيد جودو            | لم يكمل السباق-1 |
| 62                             | Kevin Geniets ‏        | 38               |
| 63                             | ماثيو لاداجنوس        | 90               |
| 64                             | فالنتين مادواس (طريق) | 21               |
| 65                             | تيبو بينو             | لم يكمل السباق-1 |
| 66                             | Laurence Pithie ‏      | 75               |
| مدير الرياضة: Thierry Bricaud ‏ |                       |                  |

| Jumbo-Visma TJV                        | Jumbo-Visma TJV | Jumbo-Visma TJV |
| -------------------------------------- | --------------- | --------------- |
| م                                      | عداء            | مرتبة           |
| 71                                     | تيسج بنوت       | 20              |
| 72                                     | Koen Bouwman ‏   | 8               |
| 73                                     | آرشي ريان ‏      | 29              |
| 74                                     | ستيفن كرويسفيك  | 49              |
| 75                                     | سام أومن        | 26              |
| 76                                     | Tim van Dijke ‏  | لم يبدأ-4       |
| مدير الرياضة: مارتن ينانتس, Jan Boven ‏ |                 |                 |

| Movistar Team MOV                        | Movistar Team MOV     | Movistar Team MOV |
| ---------------------------------------- | --------------------- | ----------------- |
| م                                        | عداء                  | مرتبة             |
| 81                                       | اليكس ارانبورو        | 19                |
| 82                                       | ويل بارتا             | 48                |
| 83                                       | Juri Hollmann ‏        | 82                |
| 84                                       | Matteo Jorgenson ‏     | 12                |
| 85                                       | غريغور مولبرغر (طريق) | 60                |
| 86                                       | خوسيه خواكين روخاس    | 70                |
| مدير الرياضة: باتكسي فيلا, إيفان فيلاسكو |                       |                   |

| Soudal Quick-Step SOQ       | Soudal Quick-Step SOQ | Soudal Quick-Step SOQ |
| --------------------------- | --------------------- | --------------------- |
| م                           | عداء                  | مرتبة                 |
| 91                          | جوليان ألافيليب       | 39                    |
| 92                          | Andrea Bagioli ‏       | 52                    |
| 93                          | درايس ديفينينز        | 80                    |
| 94                          | فوستو ماسنادا         | 18                    |
| 95                          | Ilan Van Wilder ‏      | 4                     |
| 96                          | Mauri Vansevenant ‏    | 28                    |
| مدير الرياضة: ويلفريد بيترز |                       |                       |

| Arkéa-Samsic ARK            | Arkéa-Samsic ARK    | Arkéa-Samsic ARK |
| --------------------------- | ------------------- | ---------------- |
| م                           | عداء                | مرتبة            |
| 101                         | جينثي بيرمانز ‏      | 68               |
| 102                         | Ewen Costiou ‏       | 16               |
| 103                         | Florian Dauphin ‏    | 93               |
| 104                         | أنتوني ديلابلاسي    | 53               |
| 105                         | Baptiste Gillet ‏    | 66               |
| 106                         | Thibault Guernalec ‏ | 27               |
| مدير الرياضة: Roger Tréhin ‏ |                     |                  |

| UAE Team Emirates UAD                      | UAE Team Emirates UAD        | UAE Team Emirates UAD |
| ------------------------------------------ | ---------------------------- | --------------------- |
| م                                          | عداء                         | مرتبة                 |
| 111                                        | Jan Christen ‏                | 56                    |
| 112                                        | فيليكس جروس شارتنر           | 7                     |
| 113                                        | مارك هيرشي (طريق)            | 1                     |
| 114                                        | براندون ماكنولتي (زمني فردي) | 2                     |
| 115                                        | دييغو يليسي                  | 5                     |
| 116                                        | مايكل فينك ‏                  | 83                    |
| مدير الرياضة: فابريزيو غيدي, ماركو ماركاتو |                              |                       |

| بنجوال باوليز ساوكس دبليو بي ‏ BWB  | بنجوال باوليز ساوكس دبليو بي ‏ BWB | بنجوال باوليز ساوكس دبليو بي ‏ BWB |
| ---------------------------------- | --------------------------------- | --------------------------------- |
| م                                  | عداء                              | مرتبة                             |
| 121                                | ألكسيس غيران                      | 36                                |
| 122                                | Johan Meens ‏                      | 87                                |
| 123                                | Rémy Mertz ‏                       | 54                                |
| 124                                | Lennert Teugels ‏                  | 72                                |
| 125                                | Luca Van Boven ‏                   | 73                                |
| 126                                | Kenneth Van Rooy ‏                 | 95                                |
| مدير الرياضة: Sébastien Demarbaix ‏ |                                   |                                   |

| Israel-Premier Tech IPT                    | Israel-Premier Tech IPT | Israel-Premier Tech IPT |
| ------------------------------------------ | ----------------------- | ----------------------- |
| م                                          | عداء                    | مرتبة                   |
| 131                                        | جاكوب فوجلسانج          | لم يكمل السباق-1        |
| 132                                        | هوغو هول                | 30                      |
| 133                                        | كريستس نيولاندز         | 69                      |
| 134                                        | كوربين سترونغ           | 58                      |
| 135                                        | ديلان تيونز             | 13                      |
| 136                                        | مايكل وودز              | 32                      |
| مدير الرياضة: Óscar Guerrero ‏, ريك فيربروغ |                         |                         |

| Lotto Dstny LTD                                | Lotto Dstny LTD     | Lotto Dstny LTD |
| ---------------------------------------------- | ------------------- | --------------- |
| م                                              | عداء                | مرتبة           |
| 141                                            | فكتور كامبنارتس     | 47              |
| 142                                            | Pascal Eenkhoorn ‏   | لم يبدأ-5       |
| 143                                            | Mathijs Paasschens ‏ | 63              |
| 144                                            | Maxim Van Gils ‏     | 10              |
| 145                                            | برنت فان موير       | 15              |
| 146                                            | Harm Vanhoucke ‏     | 85              |
| مدير الرياضة: ماكسيم مونفورت, Stéphane Heulot ‏ |                     |                 |

| سبورت فلاندرين بالويس ‏ TFB                    | سبورت فلاندرين بالويس ‏ TFB | سبورت فلاندرين بالويس ‏ TFB |
| --------------------------------------------- | -------------------------- | -------------------------- |
| م                                             | عداء                       | مرتبة                      |
| 151                                           | Jenno Berckmoes ‏           | لم يبدأ-2                  |
| 152                                           | Kamiel Bonneu ‏             | لم يكمل السباق-2           |
| 153                                           | Vito Braet ‏                | 81                         |
| 154                                           | Sander De Pestel ‏          | 84                         |
| 155                                           | غيليس دي وايلد ‏            | 96                         |
| 156                                           | Elias Maris ‏               | لم يكمل السباق-3           |
| مدير الرياضة: Andy Missotten‏, والتر بلانكايرت |                            |                            |

| سويس ريسينغ أكادمي ‏ TUD                               | سويس ريسينغ أكادمي ‏ TUD | سويس ريسينغ أكادمي ‏ TUD |
| ----------------------------------------------------- | ----------------------- | ----------------------- |
| م                                                     | عداء                    | مرتبة                   |
| 161                                                   | لوكاس أريكسون (طريق)    | 64                      |
| 162                                                   | جاكوب أريكسون ‏          | 86                      |
| 163                                                   | ألكسندر كامب            | 71                      |
| 164                                                   | Arthur Kluckers ‏        | 11                      |
| 165                                                   | ريك بلومرز ‏             | 74                      |
| 166                                                   | Luc Wirtgen ‏            | لم يكمل السباق-2        |
| مدير الرياضة: Morgan Lamoisson ‏, Sylvain Blanquefort ‏ |                         |                         |

| أونو-إكس موبيليتي ‏ UXT     | أونو-إكس موبيليتي ‏ UXT      | أونو-إكس موبيليتي ‏ UXT |
| -------------------------- | --------------------------- | ---------------------- |
| م                          | عداء                        | مرتبة                  |
| 171                        | Anthon Charmig ‏             | 17                     |
| 172                        | Ådne Holter ‏                | 78                     |
| 173                        | Anders Halland Johannessen ‏ | لم يكمل السباق-5       |
| 174                        | توبياس هالاند يوهانسن       | 14                     |
| 175                        | Magnus Kulset ‏              | 77                     |
| 176                        | يوهانس كولسيت ‏              | 46                     |
| مدير الرياضة: يسبر موركوف ‏ |                             |                        |

| Global 6 United ‏ GLC       | Global 6 United ‏ GLC | Global 6 United ‏ GLC |
| -------------------------- | -------------------- | -------------------- |
| م                          | عداء                 | مرتبة                |
| 181                        | Giacomo Ballabio ‏    | 67                   |
| 182                        | Jonas Hjorth ‏        | لم يكمل السباق-3     |
| 183                        | Gabriel Muller ‏      | لم يكمل السباق-5     |
| 184                        | Tom Wirtgen ‏         | لم يكمل السباق-5     |
| مدير الرياضة: James Mitri ‏ |                      |                      |

| Leopard TOGT Pro Cycling ‏ LTP                   | Leopard TOGT Pro Cycling ‏ LTP | Leopard TOGT Pro Cycling ‏ LTP |
| ----------------------------------------------- | ----------------------------- | ----------------------------- |
| م                                               | عداء                          | مرتبة                         |
| 191                                             | ماتياس بريجنهوج ‏              | 31                            |
| 192                                             | Oliver Knudsen ‏               | لم يكمل السباق-1              |
| 193                                             | أندرياس ستوكبرو               | 50                            |
| 194                                             | Cédric Pries ‏                 | 98                            |
| 195                                             | Kasper Viberg Søgaard ‏        | 94                            |
| 196                                             | Mats Wenzel ‏                  | 97                            |
| مدير الرياضة: Sebastian Andersen ‏, Gaëtan Pons ‏ |                               |                               |

## التصنيف العام النهائي
| التصنيف العام         | التصنيف العام        | التصنيف العام         | التصنيف العام  | التصنيف العام |
| العداء                | العداء               | الفريق                | الوقت          |               |
| --------------------- | -------------------- | --------------------- | -------------- | ------------- |
| 1                     | مارك هيرشي           | فريق الإمارات         | 17 س 15 د 11 ث |               |
| 2                     | براندون ماكنولتي     | فريق الإمارات         | + 3 ث          |               |
| 3                     | Ben Healy (cyclist) ‏ | EF Education-EasyPost | + 5 ث          |               |
| 4                     | Ilan Van Wilder ‏     | Soudal Quick-Step     | + 34 ث         |               |
| 5                     | دييغو يليسي          | فريق الإمارات         | + 35 ث         |               |
| 6                     | سورين كراغ أندرسن    | Alpecin-Deceuninck    | + 39 ث         |               |
| 7                     | فيليكس جروس شارتنر   | فريق الإمارات         | + 39 ث         |               |
| 8                     | Koen Bouwman ‏        | Jumbo-Visma           | + 41 ث         |               |
| 9                     | بين أوكونور          | AG2R Citroën Team     | + 44 ث         |               |
| 10                    | Maxim Van Gils ‏      | Lotto Dstny           | + 57 ث         |               |
|                       |                      |                       |                |               |
| مصدر: ProCyclingStats |                      |                       |                |               |

### تصنيف النقاط
| تصنيف النقاط          | تصنيف النقاط          | تصنيف النقاط              | تصنيف النقاط | تصنيف النقاط |
| العداء                | العداء                | الفريق                    | النقاط       |              |
| --------------------- | --------------------- | ------------------------- | ------------ | ------------ |
| 1                     | سورين كراغ أندرسن     | Alpecin-Deceuninck        | 41 نقطة      |              |
| 2                     | اليكس ارانبورو        | موفيستار                  | 34 نقطة      |              |
| 3                     | براندون ماكنولتي      | فريق الإمارات             | 27 نقطة      |              |
| 4                     | مارك هيرشي            | فريق الإمارات             | 25 نقطة      |              |
| 5                     | دييغو يليسي           | فريق الإمارات             | 24 نقطة      |              |
| 6                     | Ben Healy (cyclist) ‏  | EF Education-EasyPost     | 20 نقطة      |              |
| 7                     | توبياس هالاند يوهانسن | أونو اكس برو سايكلنج تيم ‏ | 20 نقطة      |              |
| 8                     | فكتور كامبنارتس       | Lotto Dstny               | 20 نقطة      |              |
| 9                     | كوربين سترونغ         | Israel-Premier Tech       | 20 نقطة      |              |
| 10                    | جينثي بيرمانز ‏        | اركيا سامسيك              | 20 نقطة      |              |
|                       |                       |                           |              |              |
| مصدر: ProCyclingStats |                       |                           |              |              |

### تصنيف الجبال
| تصنيف الجبال          | تصنيف الجبال             | تصنيف الجبال                  | تصنيف الجبال | تصنيف الجبال |
| العداء                | العداء                   | الفريق                        | النقاط       |              |
| --------------------- | ------------------------ | ----------------------------- | ------------ | ------------ |
| 1                     | Mats Wenzel ‏             | Leopard TOGT Pro Cycling ‏     | 26 نقطة      |              |
| 2                     | Lennert Teugels ‏         | بنجوال باوليز ساوكس دبليو بي ‏ | 22 نقطة      |              |
| 3                     | Bastien Tronchon ‏        | AG2R Citroën Team             | 12 نقطة      |              |
| 4                     | Ben Healy (cyclist) ‏     | EF Education-EasyPost         | 10 نقطة      |              |
| 5                     | Luca Van Boven ‏          | بنجوال باوليز ساوكس دبليو بي ‏ | 6 نقطة       |              |
| 6                     | Vito Braet ‏              | سبورت فلاندرين بالويس ‏        | 6 نقطة       |              |
| 7                     | ألكسيس غيران             | بنجوال باوليز ساوكس دبليو بي ‏ | 5 نقطة       |              |
| 8                     | كريستس نيولاندز          | Israel-Premier Tech           | 4 نقطة       |              |
| 9                     | Oliver Knight (cyclist) ‏ | Cofidis                       | 4 نقطة       |              |
| 10                    | ماركو هالر               | بورا هانسغروه                 | 4 نقطة       |              |
|                       |                          |                               |              |              |
| مصدر: ProCyclingStats |                          |                               |              |              |

## تصنيف الفرق

### الفرق حسب الوقت
| تصنيف الفرق حسب الوقت | تصنيف الفرق حسب الوقت          | تصنيف الفرق حسب الوقت | تصنيف الفرق حسب الوقت |
| الفريق                | الفريق                         | الوقت                 |                       |
| --------------------- | ------------------------------ | --------------------- | --------------------- |
| 1                     | UAE Team Emirates              | 51 س 46 د 15 ث        |                       |
| 2                     | Soudal Quick-Step              | + 2 د 46 ث            |                       |
| 3                     | Jumbo-Visma                    | + 3 د 08 ث            |                       |
| 4                     | AG2R Citroën Team              | + 3 د 45 ث            |                       |
| 5                     | AG2R Citroën Team              | + 4 د 53 ث            |                       |
| 6                     | Movistar Team                  | + 8 د 43 ث            |                       |
| 7                     | Lotto Dstny                    | + 10 د 29 ث           |                       |
| 8                     | Lidl-Trek                      | + 12 د 32 ث           |                       |
| 9                     | Alpecin-Deceuninck             | + 13 د 04 ث           |                       |
| 10                    | أونو اكس برو سايكلنج تيم 2023 ‏ | + 14 د 31 ث           |                       |
|                       |                                |                       |                       |
| مصدر: ProCyclingStats |                                |                       |                       |

## تصانيف فرعية

### تصنيف أفضل شاب
| تصنيف أفضل شاب        | تصنيف أفضل شاب        | تصنيف أفضل شاب            | تصنيف أفضل شاب | تصنيف أفضل شاب |
| العداء                | العداء                | الفريق                    | الوقت          |                |
| --------------------- | --------------------- | ------------------------- | -------------- | -------------- |
| 1                     | مارك هيرشي            | فريق الإمارات             | 17 س 15 د 11 ث |                |
| 2                     | براندون ماكنولتي      | فريق الإمارات             | + 3 ث          |                |
| 3                     | Ben Healy (cyclist) ‏  | EF Education-EasyPost     | + 5 ث          |                |
| 4                     | Ilan Van Wilder ‏      | Soudal Quick-Step         | + 34 ث         |                |
| 5                     | Maxim Van Gils ‏       | Lotto Dstny               | + 57 ث         |                |
| 6                     | Arthur Kluckers ‏      | سويس ريسينغ أكادمي ‏       | + 58 ث         |                |
| 7                     | Matteo Jorgenson ‏     | موفيستار                  | + 1 د 08 ث     |                |
| 8                     | توبياس هالاند يوهانسن | أونو اكس برو سايكلنج تيم ‏ | + 1 د 14 ث     |                |
| 9                     | برنت فان موير         | Lotto Dstny               | + 1 د 20 ث     |                |
| 10                    | Ewen Costiou ‏         | اركيا سامسيك              | + 1 د 28 ث     |                |
|                       |                       |                           |                |                |
| مصدر: ProCyclingStats |                       |                           |                |                |

## وصلات خارجية
- الموقع الرسمي
- لمحة عن سباق طواف لوكسمبورغ 2023 على موقع  ProCyclingStats   (برو  سايكلنج  ستاتس) - إحصاءات  محترفي  الدراجات.
- طواف لوكسمبورغ 2023 على موقع إحصائيات الدراجات الإحترافية (الإنجليزية)